# Kattugollahalli, Bangalore South
Kattugollahalli là một làng thuộc tehsil Bangalore South, huyện Bangalore Urban, bang Karnataka, Ấn Độ.